# Benilde de Córdoba
Santa Benilde de Córdoba fue una anciana viuda que vivía en Córdoba. Corría el año 853 cuando se desencadenó una persecución contra los cristianos, cuenta San Eulogio que el día siguiente del martirio de los Santos Anastasio, Félix y Digna, se presentó a los jueces.
Benilde, pese a sus años, confesó su fe. Su actitud le costó la vida, siendo decapitada e incinerada para desperdigar sus restos en el río. Sin embargo, antes de esparcir sus restos por las aguas del Guadalquivir, su cuerpo sin cabeza fue colgado en unos palos y expuesto a toda la ciudad.
Se la considera una de los Mártires de Córdoba.